# Problemas ambientales de Brasil

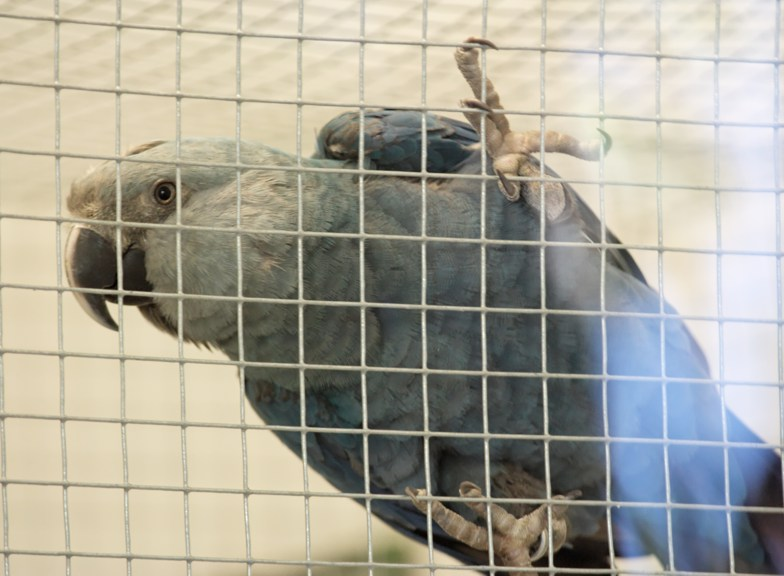
La ararinha-azul, Cyanopsitta spixii, especie que solo existía en Brasil, fue declarada extinta en la naturaleza, quedando solo cerca de 70 individuos en cautiverio en el mundo.

Los problemas ambientales de Brasil, aquellos que afectan el medio ambiente, son múltiples, vastos y de enorme gravedad, perjudicando todos sus biomas. Entre las principales amenazas están la polución del agua, del aire y del suelo, la deforestación, el depósito y disposición de basura en locales inadecuados, la caza y la pesca predadoras, el desperdicio de alimentos y de recursos naturales, y el calentamiento global. Todas ellas tienen su raíz en la explosión demográfica, en la acelerada expansión urbana y agropecuaria, y en el proporcional aumento en el consumo general de recursos, pudiendo actuar en separado, pero en general haciéndolo en combinación, y desencadenando una serie de impactos negativos sobre la biodiversidad, haciendo declinar poblaciones, extinguiendo especies, privándolas de comida y abrigo, y provocándoles enfermedades, reducción en su crecimiento, anomalías genéticas y otros males.
Consecuentemente, se desencadenan perjuicios variados para la sociedad, que en todo de la naturaleza depende para sobrevivir, en la forma de reducción de fuentes de alimento y energía, de servicios ambientales, de materiales de construcción, de substancias medicinales, de fibras, aceites, resinas, condimentos y otros recursos. También perjudican al hombre directamente, causándole enfermedades y otros daños a su salud, finanzas y bien estar. Toda la sociedad brasileña siente los efectos combinados de esos problemas, y sufren más los más pobres, la despecho de la existencia de abundante legislación normativa y protectora.
Varias son las políticas y los programas gubernamentales y privados dedicados a la prevención y combate a las amenazas ambientales, pero en el balance se han revelado poco eficientes y poco ambiciosos, visto que las amenazas se agravan día a día, sin que haya señal de una reversión en gran escala en las tendencias actuales y en un futuro próximo.
Factores culturales, económicos y políticos, que privilegian la explotación predadora, inmediatista, no previsora y no sustentable de la naturaleza, además de la ilegalidad, dificultan enormemente la aplicación y la eficacia de las normas legales de monitorización, fomento y protección de las especies salvajes. La falta de educación ambiental y de conciencia de la población sobre el papel fundamental que la naturaleza desempeña en la vida humana son otros agravantes de ese contexto dramático, haciendo que las proyecciones de futuro no sean optimistas, aunque el conocimiento exista y sea fácilmente accesible, y aunque los costes de transformación del modelo actual sean bajísimos comparados con sus beneficios, especialmente en la perspectiva del largo plazo.

## La combinación de las amenazas ambientales

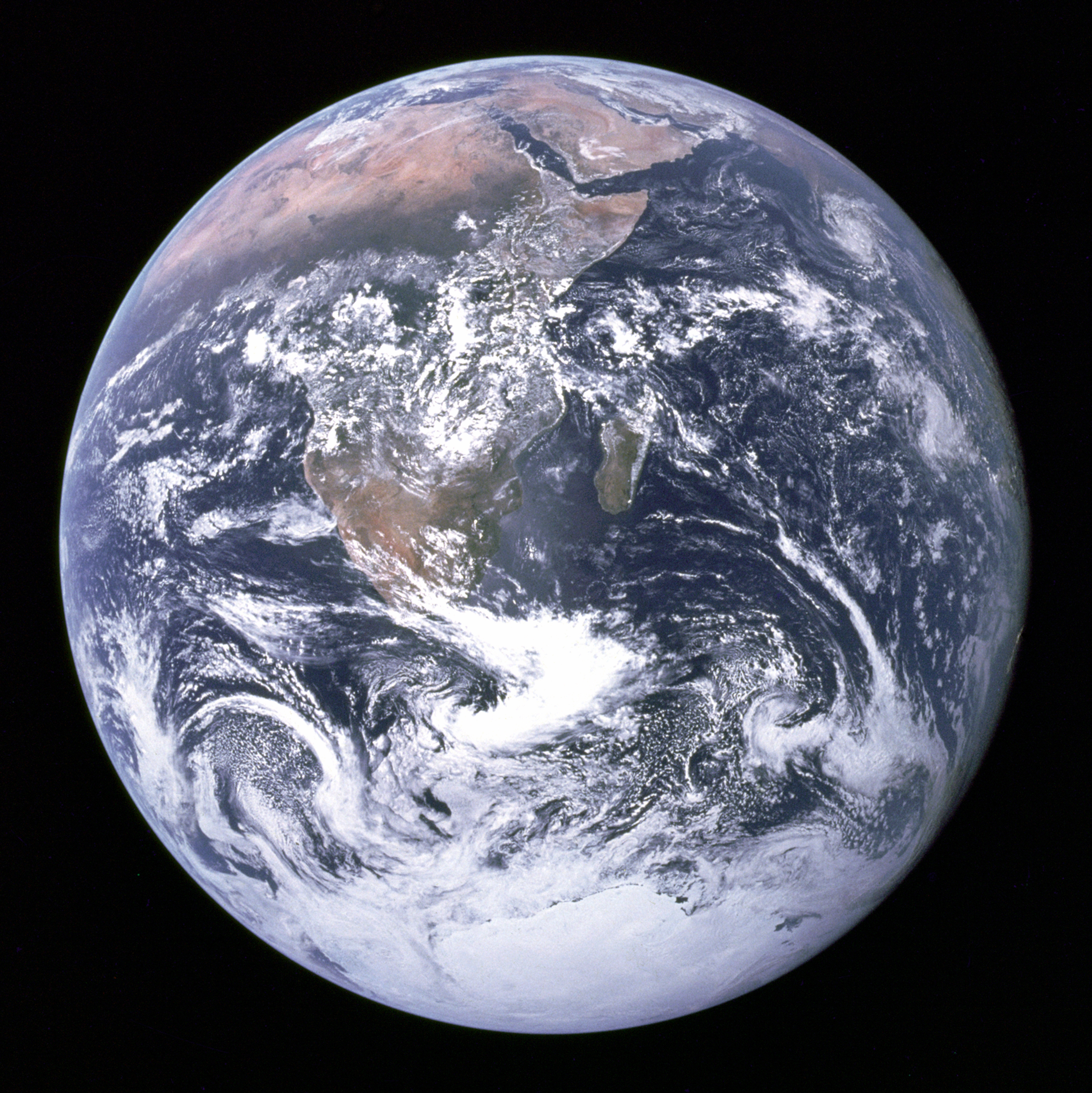
La Tierra, un sistema donde todas las formas de vida son interdependientes, influyen sobre el ambiente y son por él influenciadas.

Son importantes conceptos introductorios en el estudio de la problemática ambiental los de sinergia y acumulación. En la definición de Milaré, "sinergia es el efecto o fuerza o acción resultante de la conjunción simultánea de dos o más factores, de forma que el resultado es superior a la acción de los factores individualmente, bajo las mismas condiciones. Por otro lado, son acumulativos los impactos o efectos capaces de producir una alteración significativa en la dinámica ambiental a partir de la acumulación de impactos locales".
La naturaleza es un sistema integrado, cada uno de sus eslabones desempeña un papel específico en el equilibrio ecológico general, que puede ser muy completo o bastante limitado, según la especie. Eso significa que la supresión o declive de una cierta especie va a afectar inevitablemente a otras que de ella dependían en términos de alimentación, reproducción, protección u otro factor.
Algunas especies tienen funciones menos importantes y el efecto de su desaparición es pequeño; no obstante, el efecto existe. Otras, sin embargo, a su vez ejercen influencia sobre muchas otras, y su desaparición desencadena una cascada de eventos que puede llevar a la desestructuración de todo un ecosistema y a su colapso final. De esa interactividad inherente al funcionamiento de la naturaleza, proviene que muchas amenazas ambientales, sino todas, no quedan limitadas a su origen, sino que se interpenetran, interaccionan, acumulan y se refuerzan mutuamente, produciendo efectos que pueden ser imprevisibles, incontrolables, de vasta escala y larga duración, y a veces irreversibles. El ser humano es tal vez la única de las especies vivas que tiene la capacidad de afectar a todo el ambiente de la Tierra, como las observaciones recientes han mostrado con superabundancia de evidencias, y sus actos, de la misma manera sinérgica y acumulativa, tienen efectos en múltiples esferas.
Hace muchos siglos, cuando la población era pequeña, el impacto de la actividad humana fue en la mayor parte de las veces absorbido por la naturaleza, pero esa capacidad de neutralización ya fue sobrepasada, y hoy la Tierra da señales nítidas de agotamiento. El Brasil, riquísimo en recursos naturales y dueño de una naturaleza exuberante, no es excepción en ese estilo de vida no sustentable, y todos sus biomas están amenazados por un largo elenco de agresiones que se combinan y producen efectos multiplicados.

## Principales amenazas

### Polución y degradación del suelo y los residuos
En la definición de la Política Nacional de Medio ambiente, polución es "la degradación de la calidad ambiental resultante de actividades que directa o indirectamente: a) perjudiquen la salud, la seguridad y el bienestar de la población; b) creen condiciones adversas a las actividades sociales y económicas; c) afecten desfavorablemente a la biota; d) afecten a las condiciones estéticas o sanitarias del medio ambiente; y) lancen materias o energías en desacuerdo con los patrones ambientales establecidos". Son principales causas de la polución del suelo el uso indiscriminado de pesticidas, herbicidas y fertilizantes en las labores agrícolas, en conjunto denominados agrotóxicos, y en las regiones urbanizadas, el mal manejo de la basura y otros residuos. También son factores relevantes los residuos producidos en la minería, y, aunque puntuales, los accidentes que producen las descargas de substancias contaminantes, los cuales, no obstante su origen circunscrito, pueden generar daños en gran escala.

#### Agrotóxicos y la contaminación en el campo

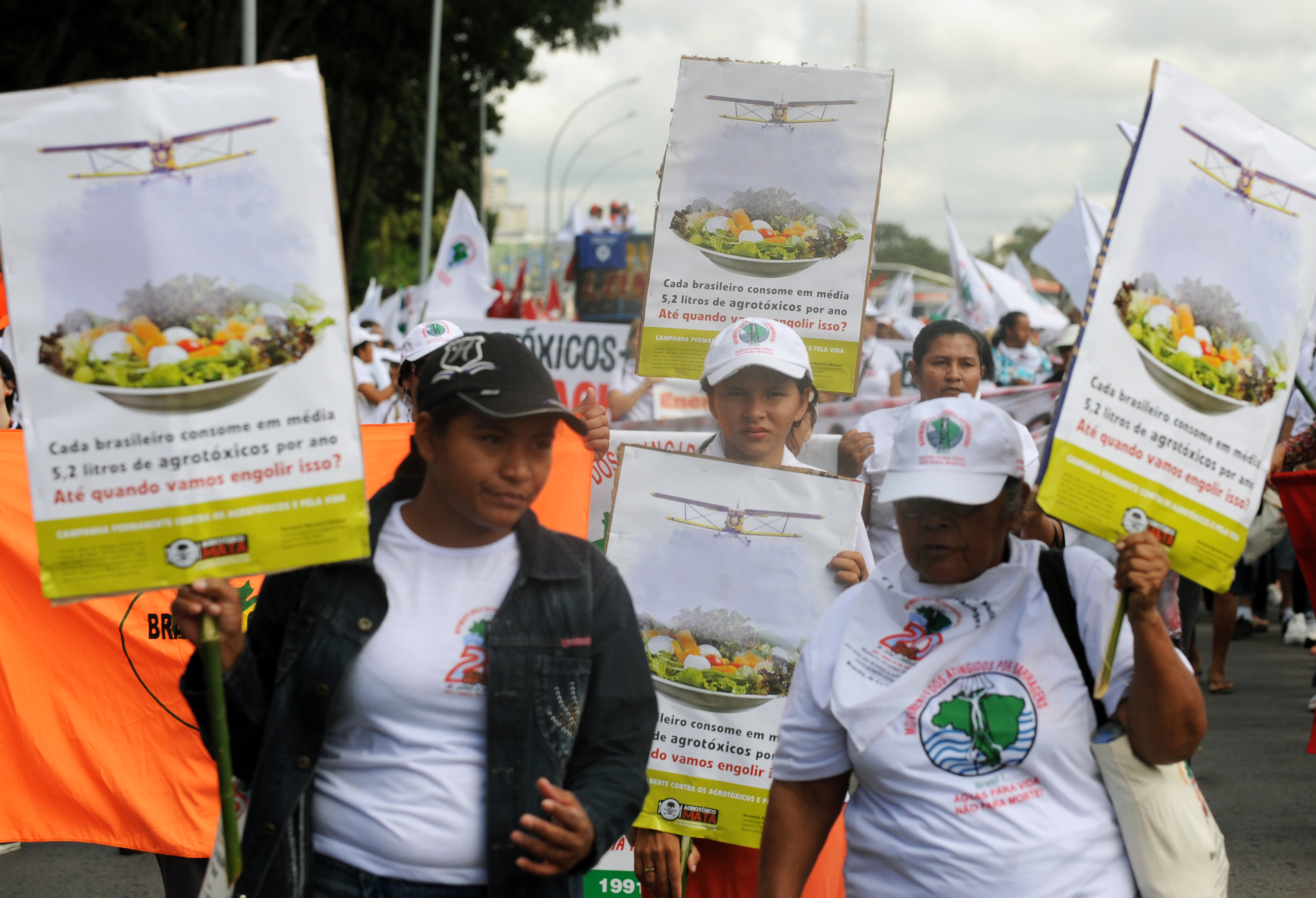
Movimientos sociales y organizaciones ambientalistas promueven marchas y actos públicos en Brasilia para lanzar la Campaña Permanente contra los Agrotóxicos y por la Vida y protestar contra la alteración del Código Forestal, 2011.

El uso intensivo de los químicos en la agricultura fue un resultado de la modernización de la agricultura, un proceso acompañado por la creciente mecanización. Esas sustancias no actúan solamente sobre los fines para los cuales son producidas, sino que son también venenos que contaminan el ambiente y los alimentos y, por consecuencia, los seres humanos que los consumen. Según Milaré, “la utilización de los agrotóxicos en la agricultura ha determinado la polución de prácticamente todo el medio ambiente natural”.
Los agrotóxicos han causado una enorme serie de problemas, extensamente documentados, tanto para el suelo y el ambiente en general cuánto para la salud humana, de entre los cuales resaltan el declive de la biodiversidad, incluyendo de especies útiles a las propias labores agrícolas, como los polinizadores y la fauna microbiana del suelo; inducción a la aparición de resistencia biológica en las especies blanco de los pesticidas y herbicidas, que conlleva la aparición de superplagas; eutrofización de las aguas por el exceso de fertilizantes, envenenamiento de alimentos e intoxicaciones en el hombre. Esas substancias afectan todos los sistemas corporales, produciendo enfermedades como cáncer, teratogénesis, cataratas, muerte fetal, insuficiencia hepática, encefalopatiía, distonía vascular, esclerosis cerebral, enfisema pulmonar, esterilidad,  perturbaciones motoras, asma, alergias, duodenitis, úlcera gástrica y muchas otras. Ya fueron identificadas más de 500 de esas substancias nocivas presentes en el cuerpo humano que no estaban en la población que vivía antes de 1920.
Ese problema ha generado muchas protestas de entidades ambientalistas y de la población, pero parece estar lejos de ser solucionado, pues hay fuertes intereses políticos y económicos en juego y surgen constantemente denuncias de corrupción en las instancias oficiales, desvirtuando la legislación, facilitando la liberación de productos prohibidos en otros países, minimizando exigencias de fiscalización y dificultando el registro de casos de contaminación. Serias deficiencias en la estructura de licenciamento y de fiscalización también agravan el problema. En 2012 había solo 90 fiscales del gobierno federal para cubrir todo el territorio brasileño. En 2015 la jefa de toxicología de la Agencia Nacional de Vigilancia Sanitaria (Anvisa), Ana Maria Vekic, admitió que “no conseguimos acompañar. No tenemos el personal o los recursos para el volumen y la variedad de productos que los agricultores quieren usar”.
En consonancia con el Instituto Brasileño de Defensa del Consumidor (IBDC), gran parte de los alimentos cultivados en Brasil viola las reglamentaciones nacionales. Desde 2008 el país es el campeón mundial de uso de agrotóxicos. Un informe de la Anvisa de 2010 indicó que el producto más contaminado era el pimentero, con el 90% de las muestras comprometidas. Otros productos que indicaron elevados índices fueron la fresa (63% de las muestras), el pepino (58%), lechuga (55%) y zanahoria (50%).  Remolacha, piña, papaya y la col estaban contaminadas en el 30% de las muestras. Además de eso, la investigación indicó que muchos de ellos presentaban contaminación por substancias no autorizadas por el gobierno. Aún según el IBDC, "desde 2007, cuando el Ministerio de la Salud de Brasil comenzó a mantener una serie de registros más recientes, el número de casos relatados de intoxicación humana causada por agrotóxicos más que se  dobló – de 2. 178 aquel año pasó hasta 4. 537 en 2013. El número anual de muertes conectadas al envenenamiento por esos productos subió de 132 hasta 206. Especialistas en salud pública dicen que las cifras reales son mayores, porque el seguimiento continúa siendo incompleto".
La contaminación del suelo regularmente acaba contaminando los manantiales hídricos por infiltraciones hasta el lecho freático y por la escorrentía del agua de lluvia hasta los ríos y lagos, continuando allí ejerciendo sus impactos perniciosos a la salud humana a la biodiversidad. En consonancia con Fabiano de Santos, "tal contaminación, además del  daño que representa para el medioambiente, constituye un evento de difícil reparación, pues, dependiendo de la extensión del daño, su descontaminación requeriría un proceso de reconstitución complejo y muy caro". Algunos tipos de fertilizantes también emiten gases contaminantes, como el óxido nitroso, que contribuyen a exacerbar el fenómeno del calentamiento global.

#### Degradación del suelo

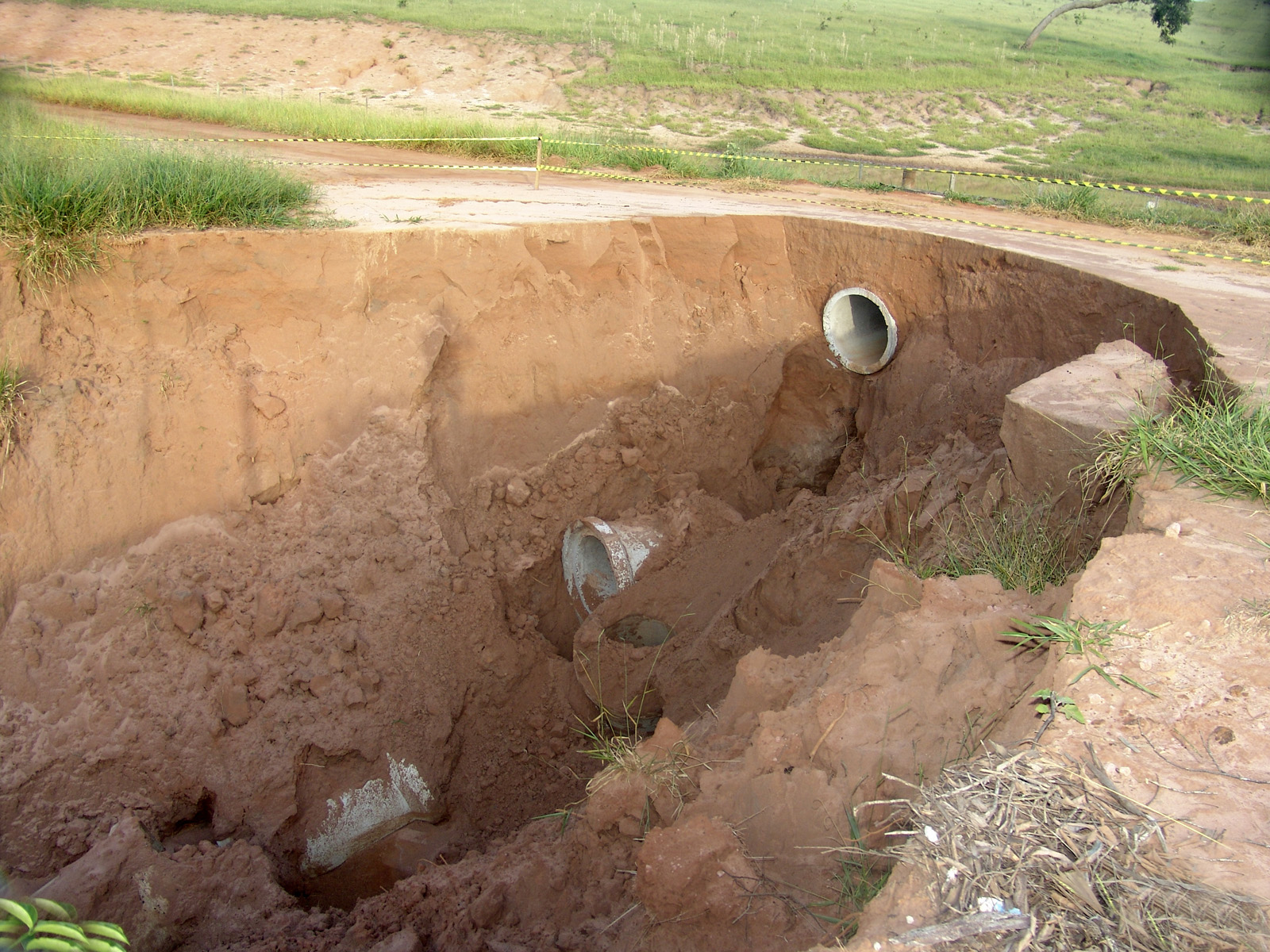
Barranco en el estado de São Paulo, uno de los efectos de la degradación del suelo.

La polución es uno de los factores determinantes de un proceso paralelo, la degradación del suelo, que es definida como la reducción de su calidad o productividad, aunque no sea el único. Otros son la erosión, principalmente derivada de la deforestación, que expone el suelo al exceso de insolación y al viento, resecándolo, y a las lluvias, que lo disuelven y arrastran hasta los lechos de agua, agradándolos; las quemas, que destruyen mucha de la biodiversidad superficial; la construcción de obras de infraestructura, como carreteras y urbanización; el pastoreo excesivo en los prados, y el manejo inadecuado, especialmente en el caso del riego, que puede provocar la salinización de la tierra. Esos factores, actuando en separado o en combinación, causan grandes pérdidas en la biodiversidad del suelo, incluyendo la biodiversidad microscópica, gran responsable de la producción y fijación de los nutrientes necesarios para su fertilidad, generando serios perjuicios a la agricultura y a la ganadería.
Suelos por naturaleza frágiles o rasos están particularmente sujetos a la degradación. La degradación del suelo puede llevar también a las alteraciones de los sistemas hídricos y a la desertización, otro problema que ya preocupa varias regiones de Brasil, en especial en el Nordeste, y que en 2012 colocaba 1, 3 millón de kilómetros cuadrados bajo amenaza, representando cerca de 15% del territorio brasileño. Faltan datos exactos sobre la situación nacional, pero en Sudamérica se calcula que 244 millones de hectáreas de suelo estén degradados, 41% debido a la deforestación, 27, 9% al superpastoreo, 26, 2% a las actividades agrícolas y 4, 9% a la explotación excesiva de la vegetación.

#### Basura

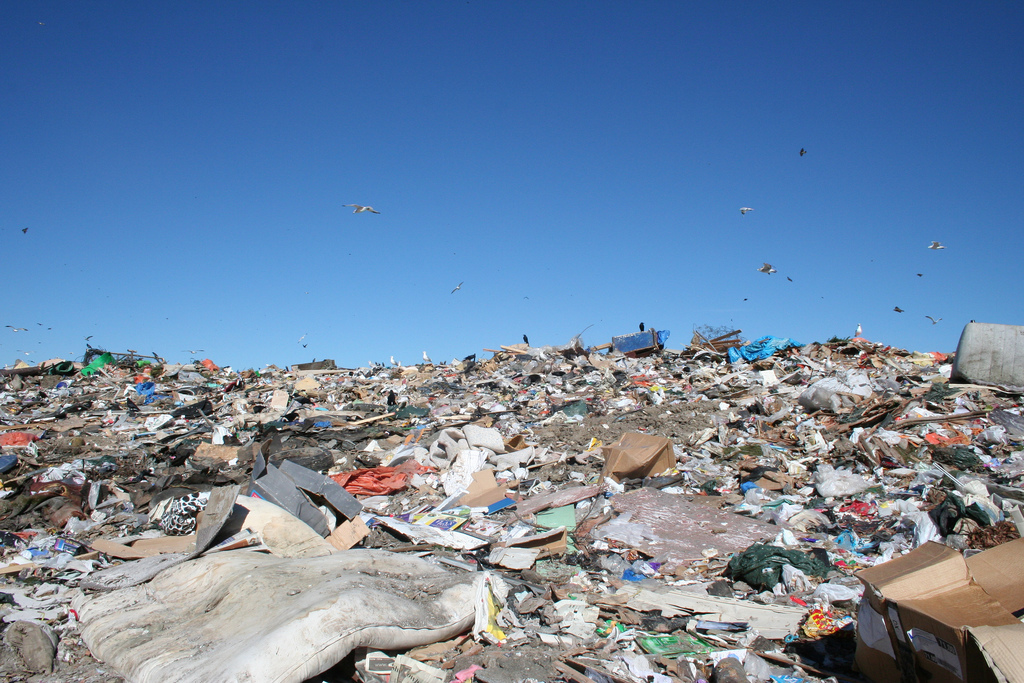
Vertido a cielo abierto en Jardín Gramacho.

Los vertidos son uno de los principales contaminantes del suelo, teniendo efectos también sobre la calidad de las aguas y del aire.
Desde el surgimiento de los primeros centros urbanos, la producción de basura se presenta como un problema de difícil solución. A partir de la Revolución Industrial, con la intensificación de la migración de los trabajadores del campo hacia la ciudad, aumentaron la producción y las dificultades en el manejo de los residuos sólidos.
Algunas características de la sociedad contemporánea, como su amor a lo nuevo, la costumbre de usar productos desechables en vez de reciclables, el sistema de producción que prevé la obsolescencia programada de incontables ítems de consumo, haciéndolos inútiles en poco tiempo y necesitando reposición, las grandes tasas de desperdicios de materiales y recursos naturales, contribuyen para que hoy haya una enorme producción de basura de varias naturalezas. Las principales fuentes de la basura, en la definición del portal Ambiente Brasil, transcrita íntegramente, son:
- "Basura doméstica: es aquella producida en los domicilios residenciales. Comprende papel, periódicos viejos, envases de plástico y papel, vidrios, latas y residuos orgánicos, así como restos de alimentos, trapos, restos de plantas ornamentales y otros.
- "Basura comercial e industrial: es aquel producido en establecimientos comerciales e industriales, variando en consonancia con la naturaleza de la actividad. Restaurantes y hoteles producen, principalmente, restos de comida, mientras supermercados y tiendas producen envases. Las oficinas producen, sobre todo, grandes cantidades de papel. La basura de las industrias presenta una fracción que es prácticamente común a los demás: la basura de las oficinas y los residuos de limpieza de patios y jardines; la parte principal, sin embargo, comprende chips de fabricación, desechos, residuos de procesamientos y otros que varían para cada tipo de industria. Existen también los residuos industriales especiales, como explosivos, inflamables y otros que son tóxicos y peligrosos a la salud, pero estos constituyen una categoría aparte.
- "Basura pública: son los residuos de barrer, deshierbe, raspado, entre otros, de los lugares públicos (calles y plazas), así como muebles viejos, grandes ramas, electrodomésticos, restos de cerámica y otras obras materiales inútiles utilizados por la población, indebidamente, en las calles o retirados de las residencias a través de servicio de remoción especial.
- "Basura de fuentes especiales: es aquella que, en función de determinadas características peculiares que presenta, pasa a merecer cuidados especiales en su acondicionamiento, manipulación y disposición final, como es el caso de algunos residuos industriales antes mencionados, de la basura hospitalaria y de los residuos radiactivos".

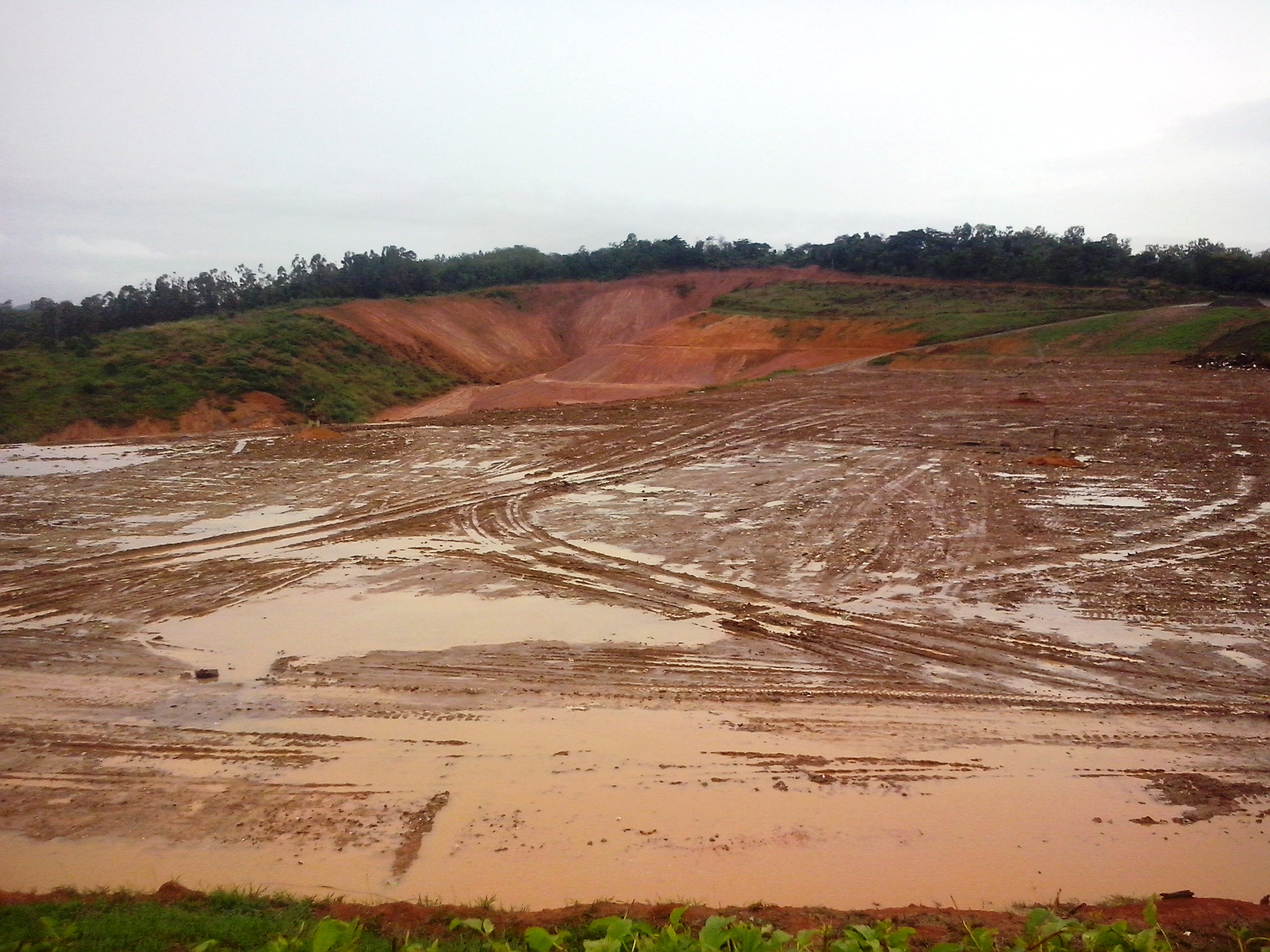
Vertedero de la Central de Residuos del Valle del Acero, Santana del Paraíso.

El problema de la basura es global, afectando tanto a la tierra como a las aguas interiores y al mar. En Brasil se presenta un gran desafío. En consonancia con el estudio Panorama de los Residuos Sólidos en Brasil, publicado por la Asociación Brasileña de Empresas de Limpieza Pública y Residuos Especiales en 2013, ese año el país produjo 76. 387. 200 de toneladas de residuos derivados de industrias, construcción civil, residencias, hospitales, actividades agropecuarias y otros orígenes, significando un aumento en 4, 1% en relación con el año anterior, en una tasa que superó el crecimiento poblacional brasileño, que fue del 3, 7%.
El Brasil ya tiene un buen sistema de recolección, que es capaz de captar el 90, 4% del total, pero los sistemas de reciclaje son más precarios. Solamente cerca de 60% del total de basura producida recibe un destino adecuado.
Cerca de 62% de los municipios tienen algún sistema de recolección selectiva y/o reciclaje, pero ni siempre él cubre toda la población de las ciudades, y en general tiene un bajo nivel de eficiencia. Aún la basura que recibe un "destino adecuado", es decir, es recogida y depositada en locales controlados, el 44% acaba siendo incinerada, generando polución atmosférica. La restante, que no recibe "destino adecuado", acaba en vertederos a cielo abierto, en ríos, lagos y en el mar.
Siendo lavada por las lluvias y liberando substancias tóxicas en su proceso de descomposición, entre ellas metales pesados, ácidos y lixivados, tales substancias se infiltran en el subsuelo alcanzando los manantiales subterráneos de agua, contaminándolos de varias maneras, o son liberadas a la atmósfera en la forma de gases. La basura también genera problemas de salud humana como cáncer, intoxicaciones, infecciones, anomalías congénitas, bajo peso al nacer, abortos y muertes neonatales; contribuye al calentamiento global (principalmente por la generación de metano), además de provocar modificaciones físicas en el paisaje por su acúmulo.
Los impactos sobre la biodiversidad también son grandes y variados. Todo eso genera un alto coste económico, ambiental y social. En 2014 el país aprobó una nueva legislación obligando el destino adecuado de toda la basura producida, pero está lejos de ser implementada íntegramente. El referido estudio añadió:

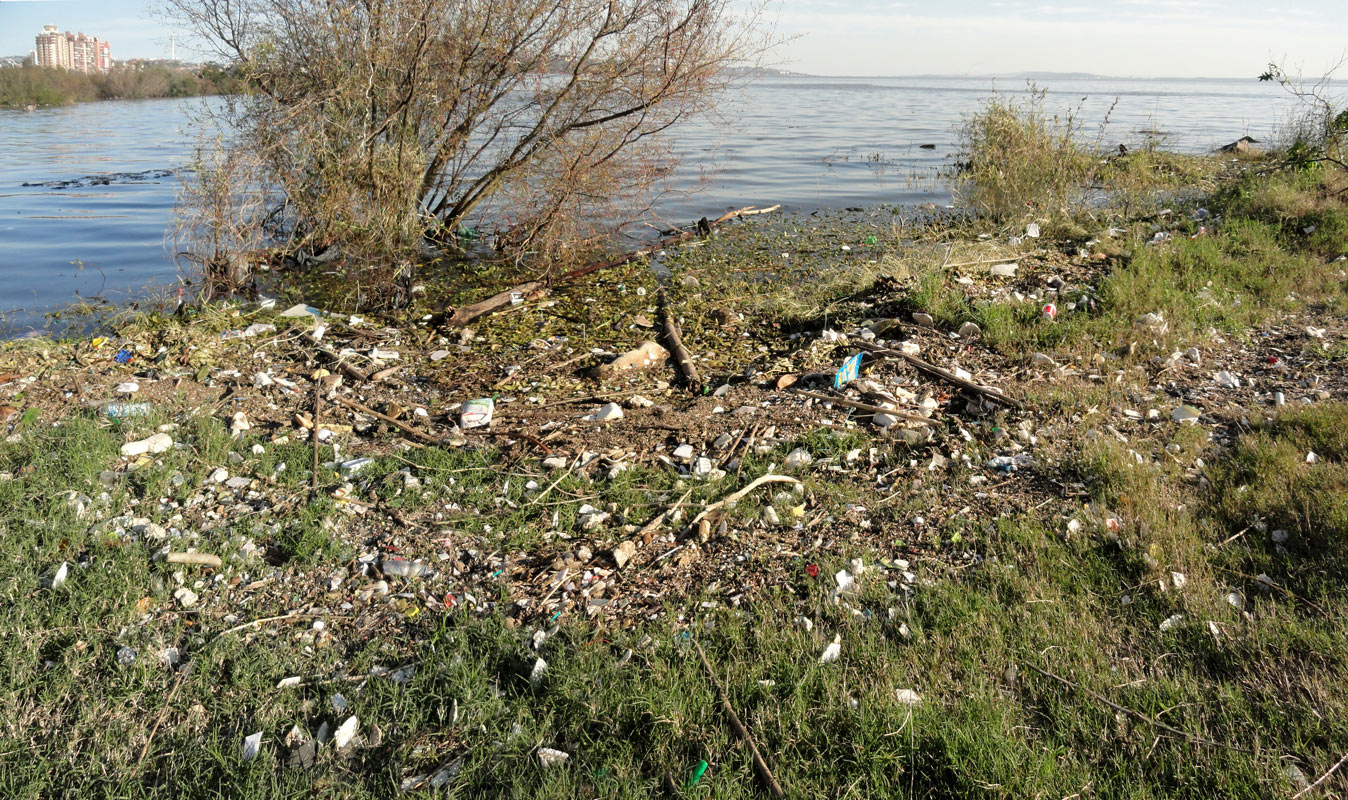
Residuos en los márgenes del Lago Guaíba, en Porto Alegre. Durante las crecidas, esta basura acaba en las aguas, degradando su calidad y afectando a animales y plantas.

"El sistema de gestión de residuos de un país se convierte en uno de los principales componentes de garantía de protección ambiental y preservación de recursos naturales que, como ya es sabido, no son infinitos. A partir de la lectura de las informaciones publicadas en el Panorama 2013, se constata que la gestión de residuos sólidos ha traído perjuicios ambientales y económicos para el Brasil, pues aún es deficitaria y no ha avanzado de manera uniforme en las diversas regiones del país. El sector, a pesar de ser sensible y de contar con crecientes atenciones, aún carece de estruturación, gestión y, principalmente recursos, para dar viabilidad a los procesos completos para implementación de medidas y procedimientos de gestión ambientalmente adecuada de residuos sólidos. [...]
"Los datos de 'Panorama 2013' 'muestra un escenario general bastante similar a la publicada en la edición anterior, mostrando solo una evolución tímida en la gestión de residuos y presenta retos considerables para el cumplimiento de las disposiciones legales. [...] Incluso en regiones con una situación más aceptable, se observa que los recursos financieros aplicados por los municipios son insuficientes para satisfacer las exigencias impuestas a un sistema de gestión universalizada, integrada, sostenible y cualitativamente adecuada de los residuos sólidos. [...]
"Es necesario encontrar una respuesta eficaz al desafío del momento: para garantizar el manejo adecuado y disposición adecuada de los materiales desechados por la sociedad. Las soluciones son ya ampliamente conocidas, la principal: La eliminación de 'vertederos', la implantación de los vertederos controlados; la eficacia de los sistemas de recogida selectiva de residuos, el establecimiento de sistemas de logística inversa, la responsabilidad del productor, y la viabilidad de las plantas de recuperación y valorización de residuos.">

### Polución del agua

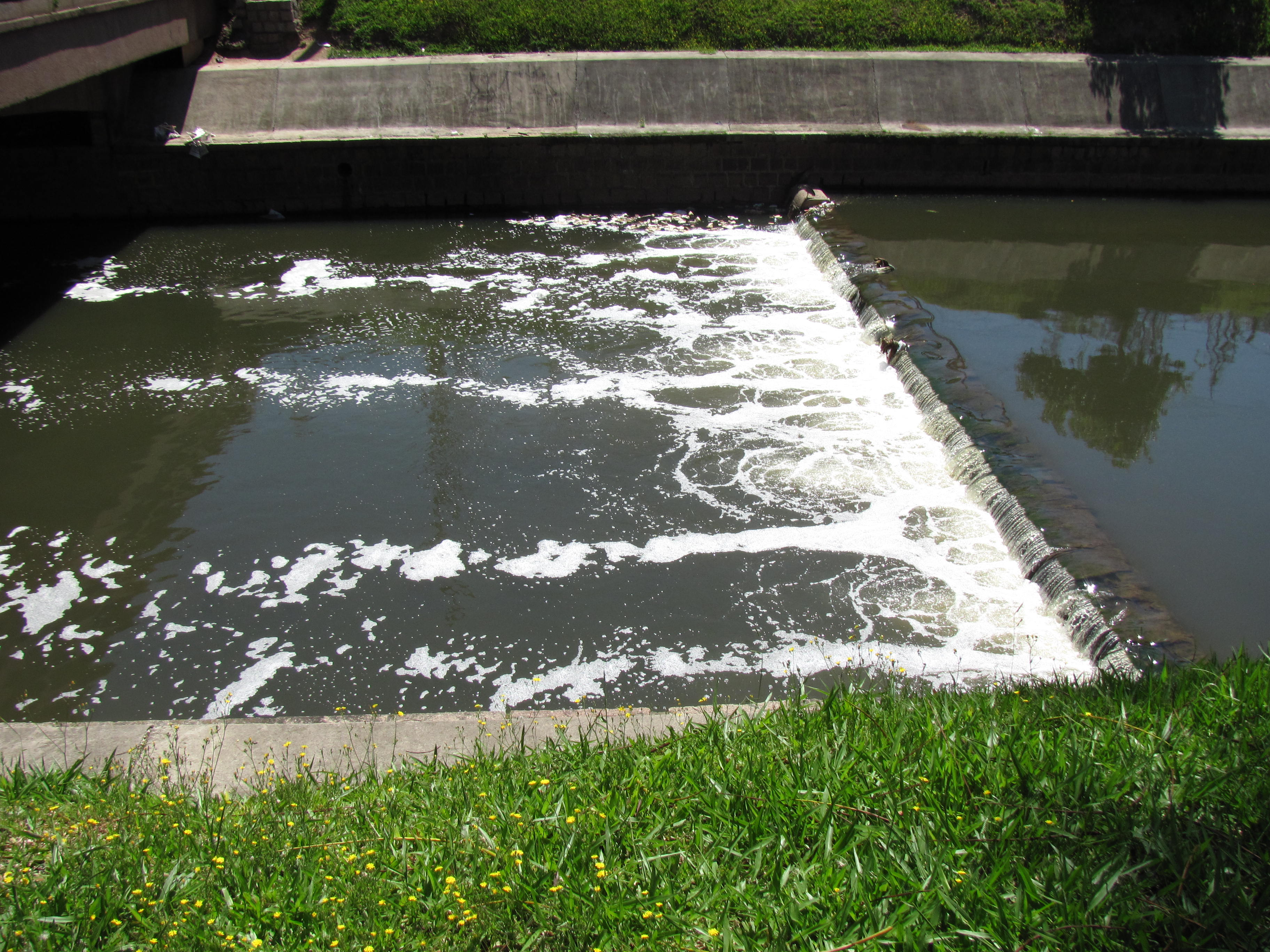
Espumas de polución en el Arroyo Dilúvio, en Porto Alegre.

La polución hídrica consiste en modificaciones de origen humano en las propiedades físicas y químicas del agua capaces de provocar daño a los seres humanos y/o a la vida salvaje, incluyéndose aquí tanto ríos y lagos como los manantiales subterráneos y el mar. Sus causas principales derivan de la basura y desechos urbanos y de substancias usadas en la agricultura y en la industria, que son evacuados directamente en las aguas o allá acaban parando llevados por las lluvias o por infiltraciones. Los accidentes con vertidos de substancias nocivas en general tienen un impacto limitado, pero a veces desencadenan efectos de grandes proporciones con reflejos en varios ambientes asociados. Es un ejemplo el derramamiento de lodos tóxicos ocurrido en 2015 en el río Dulce por la rotura de una presa de la minera Samarco, que provocó por lo menos 17 muertes y perjudicó severamente a la biología de todo el río aguas abajo del punto del accidente, además de destruir un pueblo, generar grandes perjuicios económicos y sociales y contaminar un gran área de océano y playas además de su desembocadura, siendo considerado el mayor desastre ambiental de la historia del país. También son consideradas formas de polución la contaminación salina y la mineralización de los manantiales.

El crecimiento acelerado de la población humana, con el aumento en la demanda de agua para consumo y otras actividades, reduce los stocks disponibles, aumentando el problema porque menores cantidades de líquido son menos capaces de diluir los contaminantes.
Esos materiales pueden simplemente envenenar el agua con substancias tóxicas, como los pesticidas usados en la agricultura, y efluentes industriales que contengan por ejemplo metales pesados o fármacos, o pueden estimular el crecimiento de poblaciones microscópicas que desequilibran el ambiente acuático consumiendo grandes cantidades de oxígeno y emitiendo otras substancias tóxicas como subproducto de su metabolismo, perjudicando las otras formas de vida. En este caso se incluyen los vertidos y los fertilizantes agrícolas, que representan para algas, hongos y bacterias un grande aporte de nutrientes, haciendo que sus poblaciones se multipliquen explosivamente, en un proceso llamado eutrofización. En Brasil pocas actividades productivas tienen control eficiente de sus efluentes líquidos y residuos sólidos, y los sistemas de tratamiento son aún más precarios. Eso vale especialmente para los vertidos urbanos, que en el caso brasileño son los contaminantes más importantes, siendo raras las ciudades con recogida y tratamiento dentro de niveles aceptables. Existen varios marcos legales que protegen específicamente las aguas y manantiales, así como la naturaleza en general, pero normalmente o son desconocidos o tienen baja adhesión entre la población. La impunidad, más la notoria lentitud y la frecuente inconsistencia de los procesos de licenciamento ambiental son agravantes del problema. Un informe de la Defensoría del agua en asociación con Caritas y la UFRJ indicó que entre 1994 y 2004 los niveles de polución hídrica en Brasil aumentaron en cinco veces.
Las consecuencias de la polución hídrica son vastas, siendo uno de los más graves desafíos ambientales contemporáneos. El agua es el ambiente de vida para muchos seres vivos y el desequilibrio en sus condiciones necesariamente los afecta de variadas maneras. Cuando no causa muerte inmediata, puede provocar anomalías de crecimiento, de comportamiento, alterar los ciclos de alimentación y reproducción, y producir malformaciones congénitas y mutaciones genéticas. A la vez, un agua de mala calidad representa una amenaza directa para el hombre, que de ella depende para vivir, y para todos los otros animales que de ella hacen uso. Eso genera repercusiones negativas en amplísima escala, que pueden estar muy distantes de sus orígenes. Con el impacto negativo sobre la biodiversidad acuática—peces, crustáceos, moluscos, vegetación, además de reptiles, mamíferos, aves y otras formas de vida que allí florecen —, el hombre es perjudicado de otras formas, pues de los ríos, lagos y del mar la sociedad obtiene alimentos que forman parte de la dieta de gran parte de la población. Algunas contaminaciones muchas veces son vehículo de enfermedades, como el cólera, la fiebre tifoidea, shingelose, amebiasis y otras parasitosis. Crías de ganado, aves y otras, alimentadas con aguas contaminadas, son perjudicadas directamente y transmiten muchas veces la contaminación al hombre cuando este las transforma en alimento. La polución hídrica también perjudica al turismo, los deportes acuáticos, el ocio, la higiene humana y los usos industriales, demostrándose así la enormidad del problema. Ele é piorado com o desmatamento das matas ciliares, que causam erosão das margens e assoreamento dos leitos, complicando a navegação, alterando habitats de muitas espécies e aumentando o risco de enchentes.
Los impactos económicos negativos derivados de ese acúmulo de agravantes ambientales, productivos y sanitarios son proporcionalmente grandes, pero aún hay pocos estudios sobre este aspecto, y el coste final no está bien cuantificado. En parte eso deriva de la dificultad que muchas veces existe para trazar con precisión la fuente de los contaminantes, que pueden tener orígenes múltiples y difusos, lo que también dificulta el establecimiento de normas eficaces de control y la atribución de responsabilidades. Otro obstáculo a la determinación de los costes está en la imprecisión de términos como "coste ambiental" o "coste social", lo que está conectado a la inconsistencia de la valoración intrínseca de la naturaleza por la sociedad y de los servicios ambientales que ella suministra. Sin embargo, sirven como ejemplo dos estudios de caso. El primero abordó la situación del Distrito Federal, concluyendo que los costes sociales de la degradación hídrica alcanzaron a la totalidad de los consumidores de agua del sistema de abastecimiento público. "En la categoría popular (baja renta), el coste social fue estimado en 7 millones de reales por año, lo que representa 8, 9% del gasto total de agua de los consumidores de esa categoría, en el periodo de enero de 2003 a diciembre de 2008. En la categoría normal (de renta media el alta) el coste social fue estimado en 12, 9 millones por año, el equivalente 6, 8% del gasto total de agua de los consumidores en el periodo estudiado". El otro estudio analizó la polución industrial de la cuenca del río Paraíba del Sur, que cubre un área que responde ella sola por el 10% del PIB nacional, donde quedó demostrado que el tratamiento de las aguas puede tener el elevado coste de 0, 32 a 1, 26 real por metro cúbico de agua contaminada, y que las tasas cobradas por el gobierno para el abastecimiento de la población están lejos de ser suficientes para financiar la solución del problema. Además de eso, es un consenso entre los estudiosos que los costes de prevención de los impactos ambientales—y por consecuencia, sociales—son siempre más bajos de los que cuestan la recuperación tras el daño ambiental. Pero el acostumbrado tratamiento de las aguas no beneficia el medioambiente, pues una vez contaminadas las aguas así continúan en los manantiales, afectando inmediatamente a las especies salvajes y a los ecosistemas, mientras que el agua purificada llegará solamente al consumidor humano.

### Polución del aire

#### Material particulado
La polución del aire es un problema principalmente urbano, y se divide en dos categorías principales, el del material particulado (polvo o aerosoles), y el de los gases/vapores tóxicos.
El material particulado, Se origina en procesos industriales y productivos , y, causan problemas en el aparato respiratorio. Conforme su composición, algunas partículas tienen la capacidad de llevar substancias tóxicas dentro del organismo. También lo afectan por el acúmulo físico, causando males derivados de obstrucción de las vías aéreas.

#### Gases

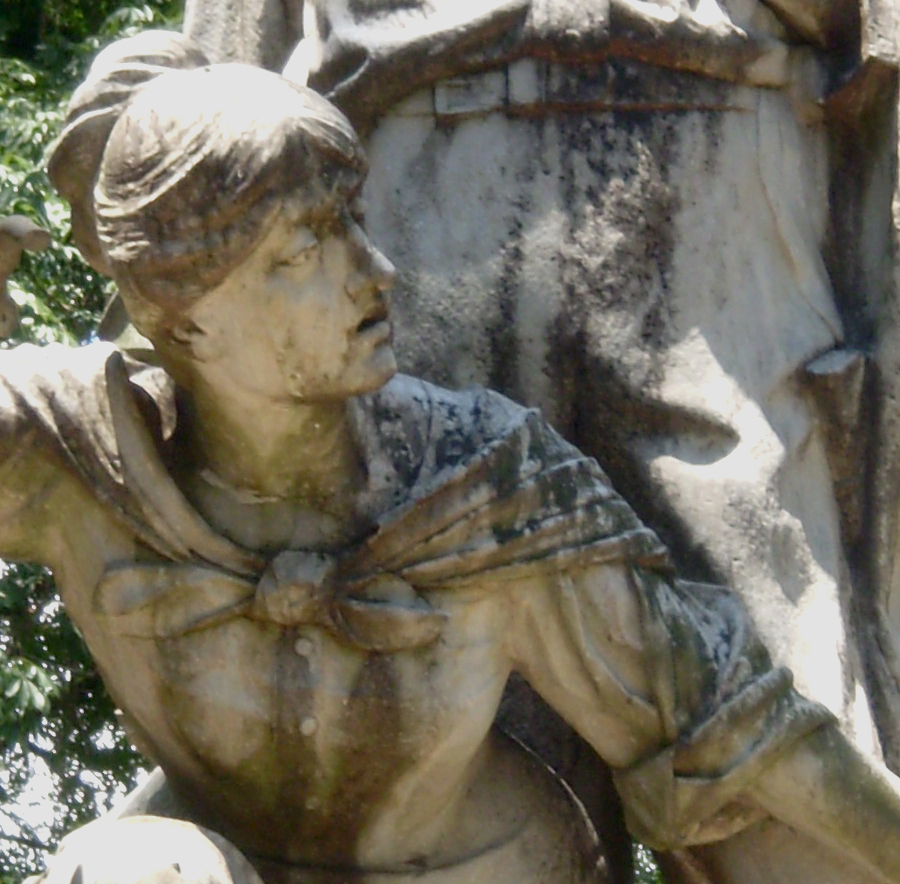
Efectos de la polución atmosférica sobre el monumento la Anita y Giuseppe Garibaldi en Porto Alegre. Se nota fuerte oscurecimento en algunas áreas por la impregnación de contaminantes microparticulados. En el gran aumento se percibe también erosión y granulación de la superficie a causa de la lluvia ácida.

Hay noticias desde la Antigüedad señalando los efectos nocivos de los humos sobre la salud de las personas, pero solamente a partir de la Revolución Industrial, iniciada a mediados del siglo XVIII, la calidad del aire pasó a llamar la atención, una vez que las industrias pasaron a hacer uso sistemático e intensivo del carbón mineral, un combustible fósil cuya quema lanza gran cantidad de humo y poluentes variados a la atmósfera. En el siglo XIX el petróleo inició su trayectoria rápidamente ascendente como fuente de energía, y así como el carbón mineral, es un combustible fósil, y otro gran emisor de poluentes. El siglo XX el uso de esos combustibles se hizo masivo. Ellos, junto con otros procesos industriales, agrícolas y productivos, además de la descomposición de basura orgánica, emiten una variada plétora de gases nocivos directa o indirectamente a la salud humana y a la biodiversidad, como los compuestos clorados, fluorados, sulfurados, nitrogenados, aldehídos, hidrocarbonados, ácidos y otros. La OMS clasifica como poluentes clásicos el dióxido de azufre (SO2), el monóxido de carbono (CO), el dióxido de nitrógeno y el ozono (O3), cada cuál produciendo efectos distintos. Freitas, Pereira & Saldiva los describen:
"El dióxido de azufre se encuentra más frecuentemente asociado al total de muertes por enfermedades cardiovasculares. El monóxido de carbono está asociado a intoxicaciones. Los estudios experimentales acerca de este tóxico tienen focalizado sus efectos principalmente sobre el corazón. En la literatura, encontramos el CO asociado a la admisiones hospitalarias por parada cardíaca, muertes e intervenciones por enfermedades cardiovasculares. A pesar del escaso substrato fisiopatológico, diversos autores han encontrado asociación entre incremento de enfermedades del aparato respiratorio y niveles de CO. Este hallazgo probablemente refleja la alta correlación entre material particulado y monóxido de carbono. El ozono es conocido como un potente oxidante y bactericida. Estudios de exposición en humanos demuestran tres tipos de respuesta pulmonar a este poluente: tos y dolor retroesternal a la inspiración; decrecimiento de la capacidad ventilatoria forzada y volumen expiratorio forzado del primer minuto y reacción inflamatoria de las vías aéreas. gran parte de los estudios acerca de los efectos del 03 en la salud, se refieren a la explotación de la función pulmonar".
Muchos de esos gases reaccionan con otros componentes atmosféricos produciendo poluentes secundarios. Son ejemplos el óxido nitroso (N2O), formado por la reacción entre óxidos de nitrógeno y el oxígeno (O2); el trióxido de azufre (SO3), generado por la reacción entre el oxígeno y el dióxido de azufre, que por su parte reacciona con el vapor de agua (H2O) para formar el ácido sulfúrico (H2SO4), y los aldehídos, éteres, cetonas, alcoholes y ésteres, formados por la reacción entre hidrocarburos y el oxígeno, hidrógeno, cloro o azufre.
Esos gases provocan variados problemas, conforme descripción de Almeida: